# Magierka

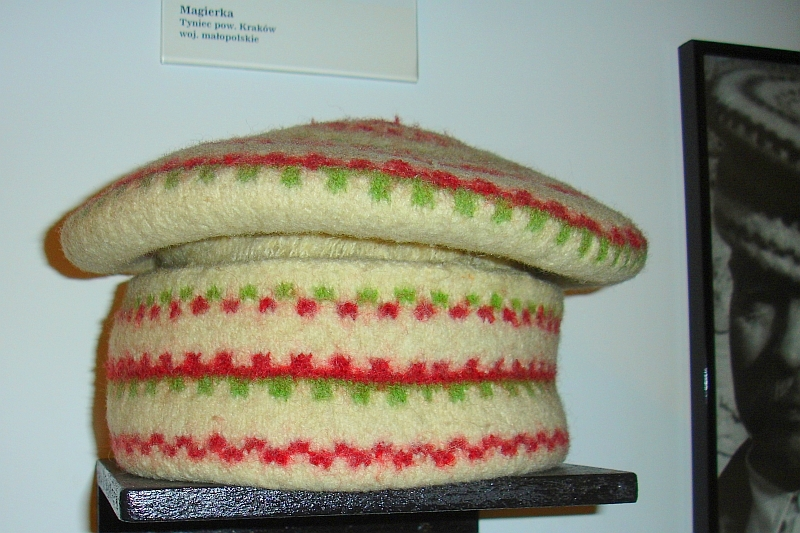
Magierka wełniana

Magierka – znana również jako batorówka, czapka węgierska, krakowianka, krymka, pończocha, ślachmyca, żarna – męskie nakrycie głowy wykonane z wełny. 
Nazwa magierka pochodzi od węgierskiego słowa „Magyar” – czapka węgierska. W polskich źródłach pojawiła się około 1600 roku. 
Magierki wykonywano na drutach, a następnie filcowano, choć spotykano również wersje szyte z sukna. Różniły się nie tylko techniką wykonania, ale także wyglądem i kolorystyką, stając się charakterystycznym elementem polskich strojów ludowych w różnych regionach kraju.
Czapki te często zdobiono kitą z futra, piórkiem, barwnymi sznurkami lub pomponami.

## Historia
W XVI i XVII wieku upowszechniła się w Polsce za czasów panowania Stefana Batorego, stając się tradycyjnym ogólnopolskim nakryciem głowy na zimę noszonym do stroju ludowego.
O wileńskich magiernikach z XVII w., czyli rzemieślnikach wytwarzających magierki wspomina w 1841 roku Józef Ignacy Kraszewski.

Sławne magierki wytwarzano w Tyńcu pod Krakowem. Produkowano je także w manufakturach śląskich.